# پشت خطوط دشمن (فیلم ۱۹۹۷)
پشت خطوط دشمن (به انگلیسی: Behind Enemy Lines) یک فیلم اکشن و دلهره‌آور آمریکایی محصول سال ۱۹۹۷ با بازی توماس ایان گریفیت، کریس مالکی، مارک کارلتون و اسپانکی مانیکان است.

## داستان
ژنرال نگوی، افسر نظامی ویتنامی، در حال خرید ماشه‌های هسته‌ای از سه‌گانه چینی در مرز است. یک تیم دو نفره عملیات ویژه تفنگداران دریایی ایالات متحده معامله را خنثی می‌کند و محرک‌ها را بدست می‌آورد. با این حال، یکی از تفنگداران دریایی، جونز، ناگزیر پشت سر گذاشته می‌شود. مایک وستون فکر می‌کند که جونز مرده‌است، اما وقتی چیز دیگری از سرهنگ وولف می‌فهمد، به دنبال او برمی‌گردد. هنگامی که در ویتنام است، او را می‌گیرند و ژنرال نگوی سعی می‌کند محرک‌های هسته‌ای خود را پس بگیرد. وستون تقریباً فرار می‌کند، اما در نهایت تحت فشار قرار می‌گیرد و به زندان برده می‌شود تا ژنرال نگوی بتواند واستون را متقاعد کند که محل انفجارهای هسته‌ای را به او بگوید. خبر دستگیری مایک باعث می‌شود که خواهر مایک وستون، کاترین «کت» وستون و چندین دوست سابق دریایی بسیار وفادار به ویتنام می‌روند تا او را بیرون بیاورند. خواهر و دوستان وستون در نهایت توسط گروهبان بلکلی تفنگداران دریایی سفارت ایالات متحده همراه می‌شوند. در نهایت، وستون و جونز از داخل زندان، زندانیان دیگر را به کمک آنها می‌آورند تا فرار کنند، در حالی که دوستان کت و مایک از بیرون نجات می‌دهند. آنها بالاخره نگهبانان زندان را زیر پا می‌گذارند و …